# 마셜 우주비행센터

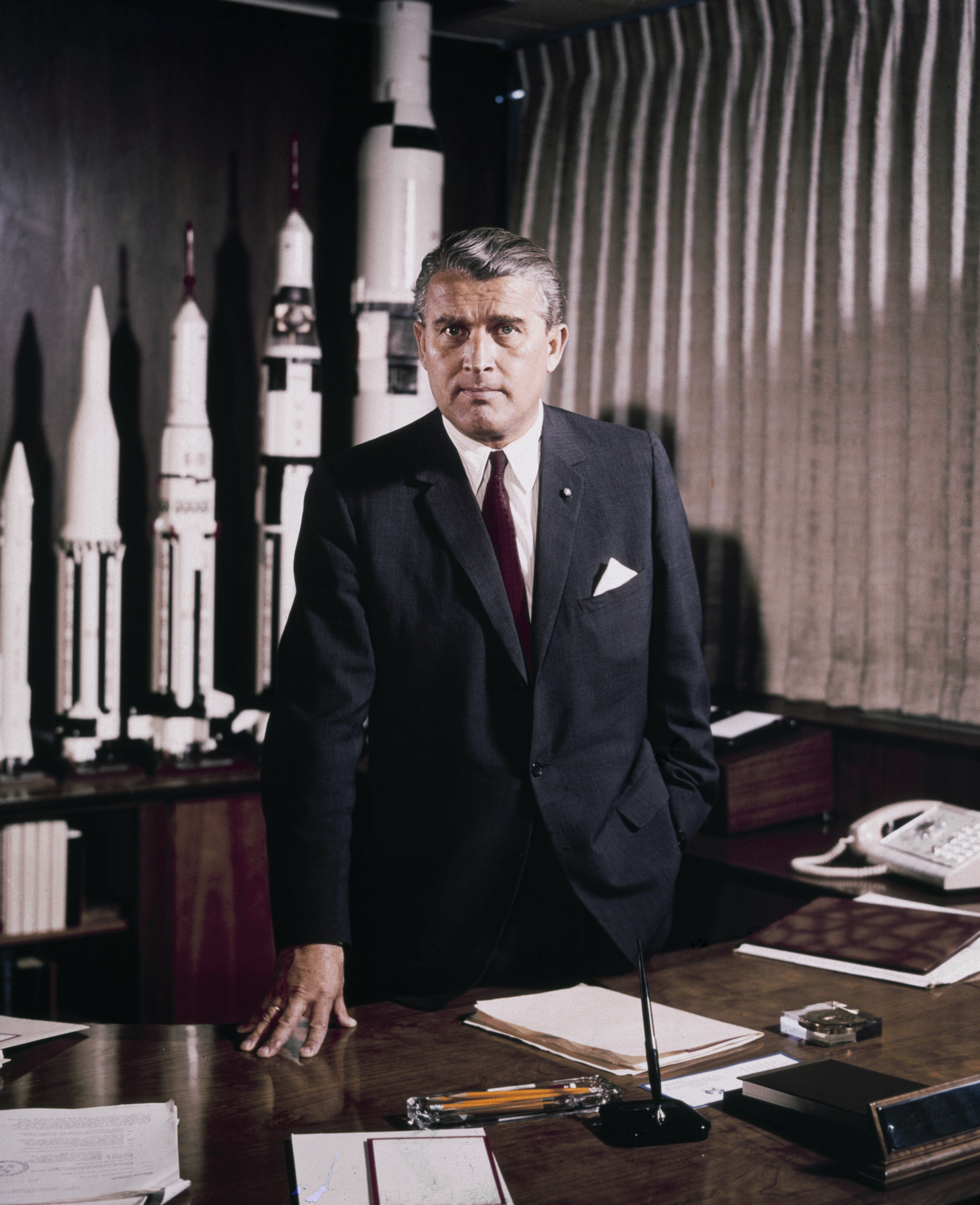
1964년 5월, 마셜 우주 비행 센터 소장인 폰 브라운 박사

마셜 우주 비행 센터는 미국 NASA의 우주 기술 개발 기관이다. 아폴로 계획의 새턴 V 로켓을 개발한 곳이다.

## 역사
1941년 헌츠빌 병기창을 설립했다. 엣지우드 병기창에 있는 화학탄 생산공장에 이어서 2번째 화학탄 생산공장이었다. 1941년 7월 3일 전쟁부에서 설립을 발표했다. 미육군이 부지를 매입함에 따라 550 가구 이상이 이주를 해야만 했다.
1960년 7월 1일 헌츠빌의 레드스톤 병기창에 설립했다. 7km2의 부지 내에 본부건물과 지상 연료실험대 등 270개의 건물이 있다. 초대 연구소장은 폰 브라운 박사였다. 1970년 1월까지 소장을 지냈다.
폰 브라운이 이끌어온 육군 탄도미사일개발국을 마셜우주비행센터로 개칭했다.
2016년 기준으로, 2300명의 민간인 계약자와 함께 6000명이 근무하며, 20억 달러의 예산을 사용한다.
1945년 8월, 폰 브라운 박사를 포함한 127명의 독일 로켓 과학자들이 미국 육군 병기단(en:Ordnance Corps (United States Army))과 계약을 체결했다.
5년 동안 폰 브라운과 독일 과학자 및 엔지니어들은 주로 미국 적용을 위해 V-2 로켓을 개조하고 개선하는 데 참여했다. 뉴 멕시코의 화이트 샌드 미사일 레인지에서 시험 발사를 했다. 폰 브라운은 V-2의 2단 로켓을 사용해 WAC 코퍼럴 로켓을 개발했다. 미국 최초의 사운딩 로켓이다. 1945년 10월 11일 최초로 발사했다.

## 폰 브라운
오늘날 모든 국가들의 탄도 미사일은 그 원형이 나치 독일이 개발한 V-2 로켓이다. V-2 로켓을 개발한 수석과학자, 책임자가 폰 브라운 박사였다. 패전 후 페이퍼클립 작전으로 폰 브라운 박사를 미국에 데려왔고, 소련은 하부 개발자들을 데려가서 서로 탄도 미사일과 우주 로켓 개발을 했다.

## 새턴 V
아폴로 계획의 새턴 V 로켓으로 발사된 아폴로 11호를 타고, 닐 암스트롱이 인류 최초로 달착륙을 했다. 새턴 V 로켓을 설계하고 개발한 게 마셜 우주 비행 센터 폰 브라운 소장이다. 1967년 11월 9일 새턴 V 로켓을 최초로 발사했다.